# Albrecht xứ Sachsen-Coburg và Gotha
Albrecht xứ Sachsen-Coburg và Gotha (26 tháng 8 năm 1819 – 14 tháng 12 năm 1861), tên đầy đủ cùng tước hiệu khi sinh là Franz Albrecht August Karl Emanuel von Sachsen-Coburg-Saalfeld, Công tước xứ Sachsen (tiếng Đức: Prinz Franz Albrecht August Karl Emanuel von Sachsen-Coburg-Saalfeld, Herzog zu Sachsen), là một quý tộc Đức gốc Sachsen. Ông cũng là một thành viên của Vương thất Anh, với danh hiệu Vương tế (tiếng Anh: Prince Consort) Albert (vốn là tên Albrecht được Anh hóa), vì ông được biết đến nhiều trong lịch sử với tư cách chồng của Nữ vương Anh Victoria.
Ông chào đời tại Công quốc Sachsen thuộc Sachsen-Coburg-Saalfeld, trong một gia đình quý tộc người Đức có quan hệ bà con gần với các vương thất Châu Âu. Năm 20 tuổi, ông lấy người chị họ, Victoria của Anh của Liên hiệp Anh, và họ có với nhau chín người con. Ban đầu, vai trò của ông bị lu mờ trước danh tiếng của vợ, điều này khiến ông không có nhiều quyền hành và trách nhiệm. Tuy nhiên sau một loạt các biến cố như cải cách giáo dục và bãi bỏ chế độ nô lệ, danh tiếng của ông lên cao, và ông dần được giao trọng trách quản lý các gia trang, văn phòng và địa ốc của vương thất. Ông có đóng góp lớn vào sự thành công vang dội của Đại Triển lãm năm 1851.
Theo thời gian, Victoria của Anh ngày càng dựa nhiều vào sự hỗ trợ và chỉ dẫn của chồng. Ông có công hỗ trợ định hình cho nền quân chủ lập hiến khi thuyết phục vợ mình ít can thiệp hơn vào công việc của Quốc hội — mặc dù ông cũng từng bất đồng sâu sắc với chính sách ngoại giao dưới thời Huân tước Palmerston làm Ngoại trưởng. Năm 1857, ông được tấn phong tước vị [Vương tế; Prince Consort], hoặc cũng được cũng dịch là "Vương phu" hay "Hoàng tế" theo cách hiểu sai của ngôn ngữ báo đài Việt Nam, và điều này khiến ông chính thức trở thành một British prince. Từ đó trở đi, ông được biết đến với danh xưng [Prince Albert].
Vương tế Albrecht qua đời tương đối sớm ở tuổi 42, điều này khiến Nữ vương đau thương sâu sắc và bắt đầu một giai đoạn xuống dốc của nền quân chủ Anh. Sau cái chết của Nữ vương năm 1901, con trai lớn của họ kế vị, tức Quốc vương Edward VII, mở ra vương triều Saxe-Coburg và Gotha, được lấy tên dựa theo gốc gác gia đình của Albrecht.

## Cuộc sống ban đầu

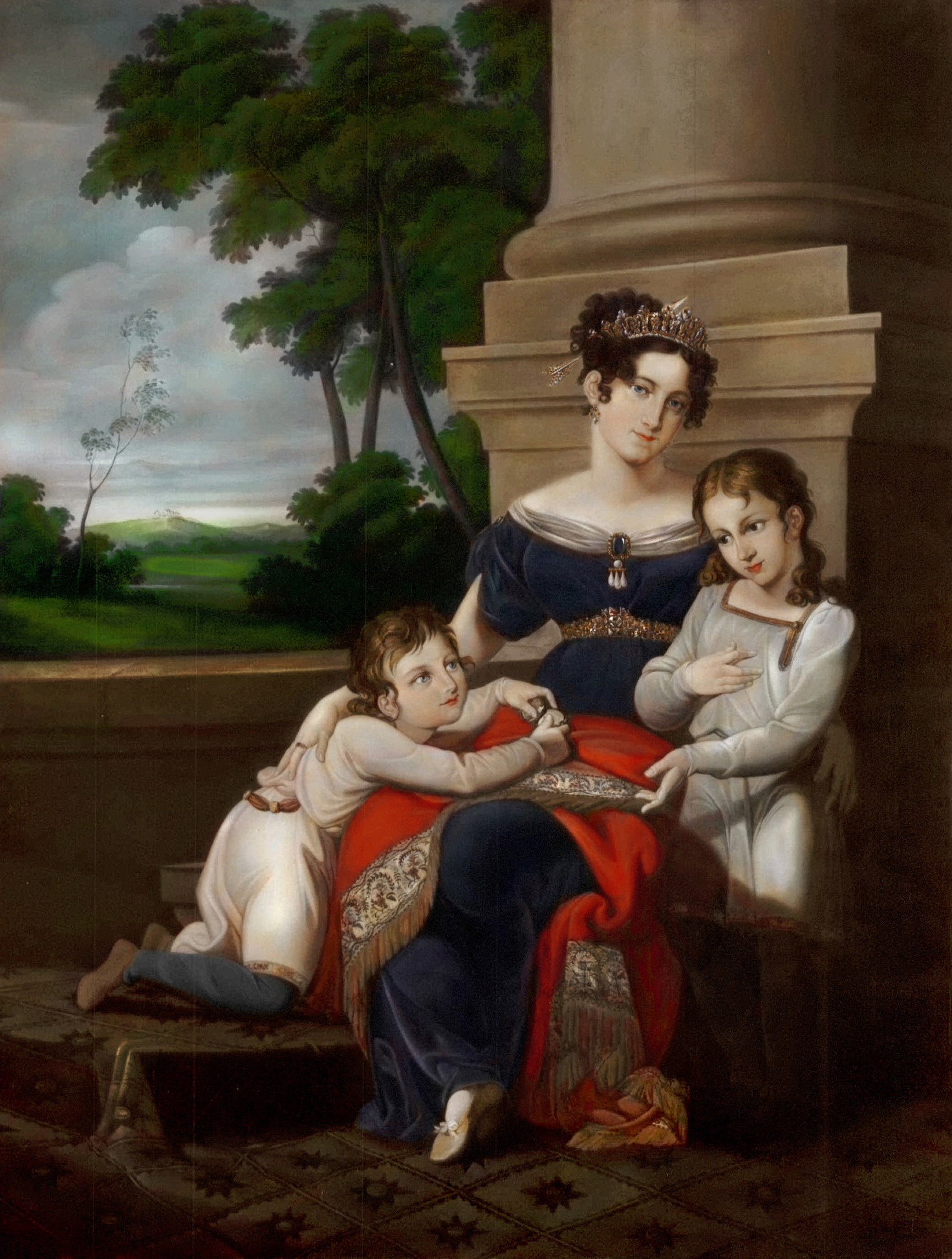
Albrecht (bên trái) cùng người anh trai là Ernst và mẹ là Luise Pauline xứ Sachsen-Gotha-Altenburg.

Albrecht chào đời tại Schloss Rosenau, gần Coburg thuộc nước Đức, là con trai thứ hai của Ernst III xứ Sachsen-Coburg-Saalfeld với người vợ đầu tiên, Luise Pauline xứ Sachsen-Gotha-Altenburg. Vợ tương lai của Albrecht là Victoria của Anh chào đời sớm hơn trong cùng năm và họ được đỡ đẻ bởi cùng một bà mụ.
Albrecht được rửa tội theo nghi thức Giáo hội Luther ngày 19 tháng 9 năm 1819 ở sảnh Marble tại Schloss Rosenau bằng những giọt nước thánh lấy từ dòng sông quê hương, Itz. Những người đỡ đầu cho ông gồm có bà nội, Thái Công tước phu nhân xứ Sachsen-Coburg-Saalfeld; ông ngoại, Công tước xứ Sachsen-Gotha-Altenburg; Áo hoàng Franz II; Công tước Teschen; cùng Emanuel, Bá tước xứ Mensdorff-Pouilly. Năm 1825, ông chú của Albrecht, Friedrich IV, Công tước xứ Sachsen-Gotha-Altenburg, qua đời. Cái chết của ông ta đánh dấu sự tái tổ chức Công quốc Sachsen vào năm sau và phụ thân của Albrecht trở thành nhà cai trị đầu tiên của công quốc Sachsen-Coburg và Gotha.
Vào thời thơ ấu, Albrecht và anh trai Ernst phải chứng kiến cuộc hôn nhân bất hạnh của cha mẹ, cuối cùng dẫn đến ly thân rồi ly hôn. Sau khi mẹ rời khỏi vương đình trong năm 1824, bà tái hôn với tình nhân, Alexander von Hanstein, Bá tước xứ Polzig và Beiersdorf. Bà không bao giờ có thể gặp lại các con mình, và sau đó chết vì bệnh ung thư ở tuổi 30 năm 1831.
Năm sau, cha của họ kết hôn với người cháu ruột cũng là chị họ của các con ông, Marie xứ Württemberg; cuộc hôn nhân này không hạnh phúc, tuy nhiên, Marie không có nhiều ảnh hưởng đến các con riêng của chồng. Hai anh em Albrecht được dạy học tại tư gia với Christoph Florschütz và sau đó đi học tại Bruxelles, ở đó Adolphe Quetelet là một trong những người dạy kèm của họ. Cũng giống như các vương công người Đức khác, Albrecht vào Đại học Bonn, ở đây ông được học luật, kinh tế chính trị, triết học và lịch sử nghệ thuật. Ông giỏi về chơi nhạc và thể thao, đặc biệt là các môn nhảy rào và cưỡi ngựa. Các giảng viên ở Bonn bao gồm triết gia Fichte cùng nhà thơ Schlegel.

## Hôn nhân

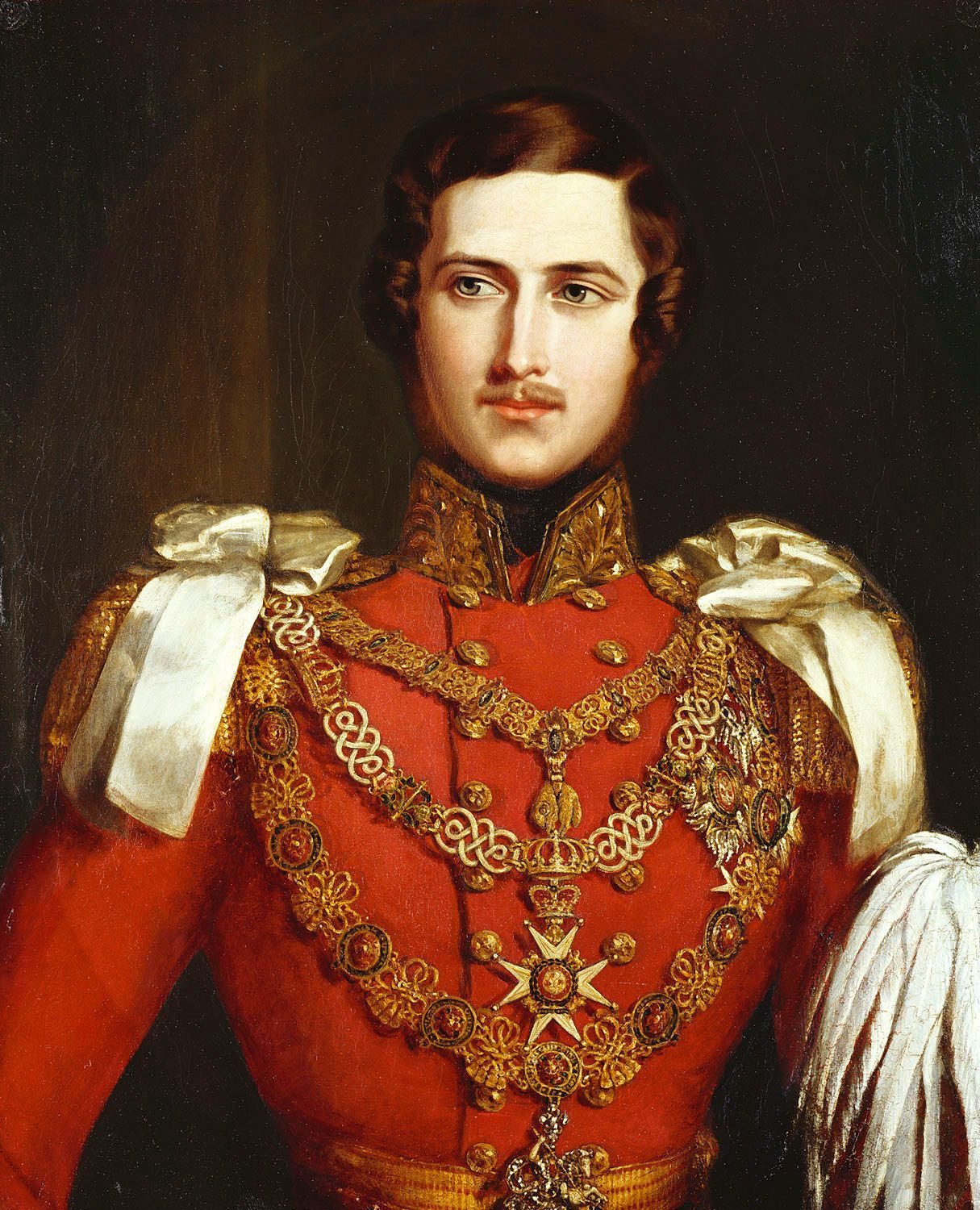
Chân dung vẽ bởi John Partridge, 1840

Ý tưởng về đám cưới giữa Albrecht và chị họ, Victoria, được bàn đến lần đầu tiên trong bức thư năm 1821 của bà nội, Thái Công tước phu nhân Saxe-Coburg-Saalfeld, trong thư bà gọi Albrecht là "người xứng đôi với chị họ xinh đẹp". Khoảng trước năm 1836, ý kiến này lại được nhắc đến lần nữa từ tham vọng của người chú Leopold - người vừa được tôn làm Vua của Vương quốc Bỉ từ năm 1831.
Vào lúc đó, Victoria là người đứng đầu danh sách kế thừa ngôi vua nước Anh. Cha của Victoria, Vương tử Edward, Công tước xứ Kent và Strathearn, con trai thứ tư của Quốc vương George III, chết sớm khi bà còn thơ ấu, và người bác của Victoria, Vua William IV, không có con nối dõi. Mẹ của Victoria là Bà Công tước xứ Kent, là cô của Albrecht do bà là em gái ruột của cha Albrecht, đồng thời là chị ruột Vua Leopold. Để sắp xếp cuộc hôn nhân trong mơ, Vua Leopold bàn với bà chị và mời ngài Công tước Sachsen-Coburg và Gotha cùng hai con đến nước Anh yết kiến Bà Công tước xứ Kent vào tháng 5 năm 1836, với mục đích chính là giới thiệu Albert với Victoria. Quốc vương William IV khi nghe tin này rất không vui, vì ông không muốn có dây dưa nào với gia tộc Coburg, và thay vào đó ông ta sắp xếp cho Victoria cưới Vương tử Alexander, con trai thứ hai của Thân vương xứ Oranje.
Victoria nhận thức rõ về các kế hoạch hôn nhân và có cái nhìn kĩ càng của riêng mình về các ứng viên. Bà ghi lại rằng: ["[Albert] thật sự rất điển trai; màu tóc của anh ấy gần giống với của tôi; cặp mắt to và xanh, và anh có cái mũi rất đẹp và đôi môi ngọt ngào cùng hàm răng trắng; nhưng điều mê hoặc chính là những biểu lộ của anh, đó là thứ thú vị nhất"]. Sau đó, Victoria còn viết thư cho Leopold để cảm ơn nhà vua "vị cố vấn tuyệt vời và tốt bụng" để cảm ơn ông "Về một hạnh phúc lớn lao mà cậu đã mang lại cho cháu, trong con người của Albert thân yêu... Anh ấy sở hữu mọi phẩm chất mà cháu ao ước và làm cho cháu hoàn toàn hài lòng. Anh ấy thật là nhạy cảm, thật tốt bụng, thật giỏi giang, và cũng thật dễ thương. Bên cạnh đó anh ấy có vẻ bề ngoài dễ chịu và thú vị mà cậu có thể thấy ngay" Mặc dù chưa đi đến thỏa thuận chính thức nào, nhưng cả hai bên gia đình đều chấp nhận rằng đám cưới sẽ diễn ra vào thời điểm thích hợp nào đó.

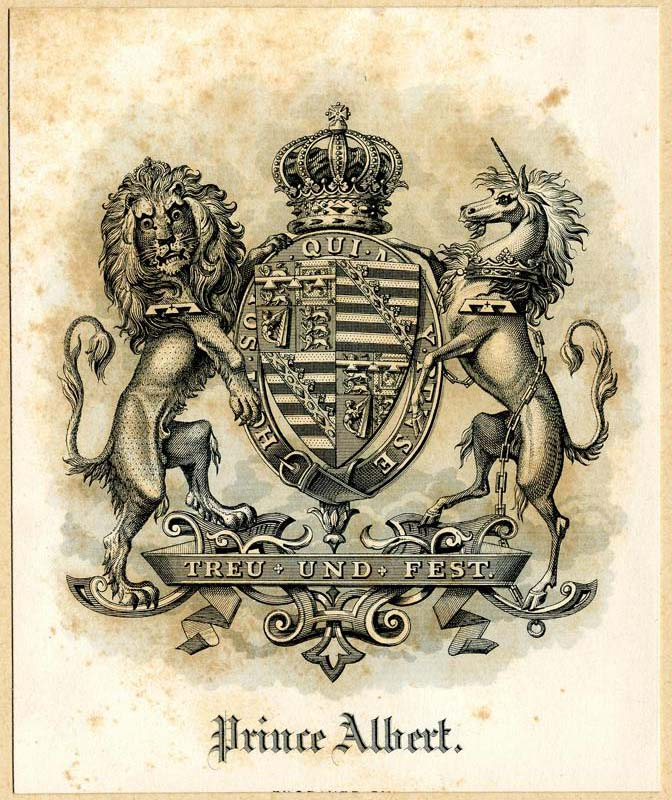
Huy hiệu của Albert

Ngày 20 tháng 6 năm 1837, Victoria lên ngai vàng khi 18 tuổi. Bà có vẻ lấy làm hứng thú về học thức của Albert cho vai trò tương lai là người chồng của Nữ vương, nhưng kháng cự lại những nỗ lực đẩy bà vào hôn nhân. Mùa đông 1838-39, Albert có chuyến đi đến Ý, cùng theo với ông và cố vấn bí mật của gia tộc Coburg, Baron Stockmar. Albert trở lại Anh quốc cùng Ernest vào tháng 10 năm 1839 để gặp Nữ vương, với mục đích bàn thảo về đám cưới. Albert và Victoria cảm mến lẫn nhau và Nữ vương đã cầu hôn ông vào ngày 15 tháng 10 năm 1839. Victoria tuyên cáo về ý định kết hôn trước Hội đồng cơ mật Vương quốc Liên hiệp Anh vào ngày 23 tháng 11, và hai người thành hôn vào ngày 10 tháng 2 năm 1840 tại Nhà nguyện Hoàng gia, Cung điện Thánh James. Ngay trước khi đám cưới, Albert được nhập tịch Anh theo Đạo luật Nghị viện, và được trao tặng danh hiệu Royal Highness (Điện hạ) bởi Hội đồng Cơ mật.
Ban đầu Albert không được sự ủng hộ rộng rãi từ công chúng Anh; vì ông đến từ một nước nghèo, chỉ tương đương một quận nhỏ của nước Anh. Thủ tướng Anh, Huân tước Melbourne, khuyên Nữ vương đừng nên trao cho chồng tước hiệu King Consort như thời Mary II của Anh, điều đã khiến Willem III của Oranje từ một Thân vương ngoại quốc lại trở thành Quốc vương của Anh. Đồng thời Nghị viện cũng không chịu cho Albert trở thành khanh tướng — vì thái độ thù hằn với người Đức và mong muốn loại bỏ Albert khỏi tất cả các vai trò chính trị. Quan niệm tôn giáo của Albert cũng ít nhiều gây tranh cãi giữa các thành viên Nghị viện: mặc dù Albert là người Kháng Cách dòng Tân giáo Luther, sự thiếu sùng đạo của ông là một điều đáng lo ngại.
Tuy nhiên hơn thế nữa, nhiều người trong gia đình Albert là người Công giáo La Mã , và Huân tước Melbourne khi đó chỉ nắm giữ thiểu số trong chính phủ và phe đối lập lợi dụng cuộc hôn nhân này để làm suy yếu vị thế của ông ta. Họ phản đối Albert trở thành quý tộc danh chính ngôn thuận ở Anh, và cấp cho ông khoản phụ cấp nhỏ hơn nhiều so với những người tiền nhiệm, £30,000 thay vì £50,000.. Bất chấp những tranh cãi, Albert tuyên bố ông không cần nhận chức quý tộc Anh, nói: ["Đó sẽ là một bước lùi, vì tôi là Công tước Saxony, tôi cảm thấy địa vị này của tôi cao hơn nhiều cái tước hiệu Công tước xứ York hay xứ Kent nào đó"]. Trong 17 năm tiếp sau, Albert mang danh xưng chính thức là "His Royal Highness Prince Albert" (Vương thân Albert Điện hạ) cho đến ngày 25 tháng 6 năm 1857, Victoria mới phong cho ông làm Vương tế (Prince Consort).

## Phu quân của Nữ vương

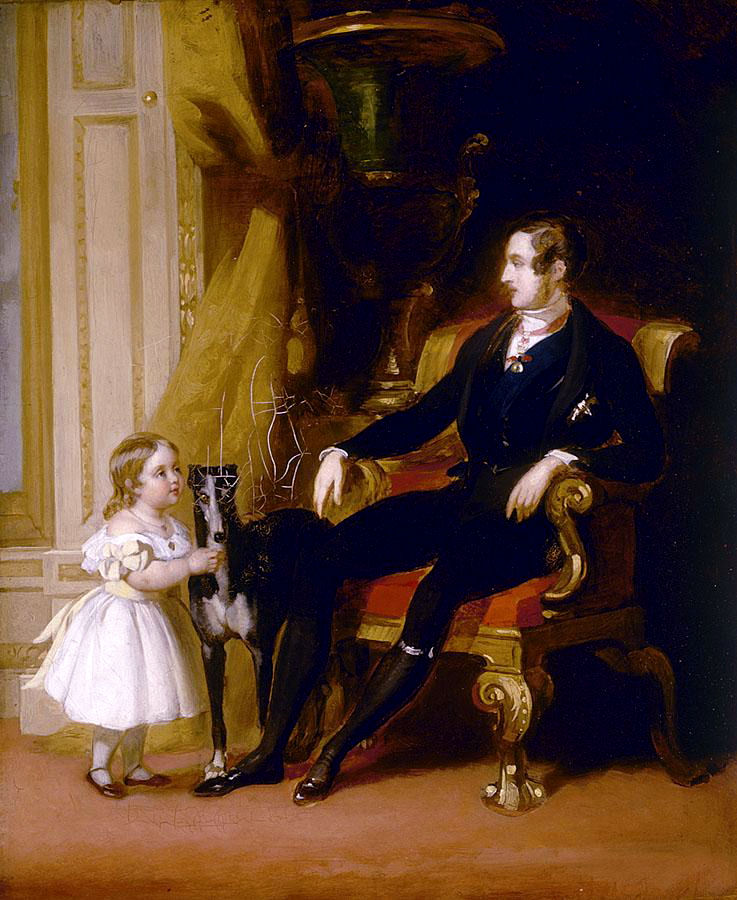
Vương tế Albrecht và con gái, Vương nữ Vương thất.

Địa vị Vương tế mà ông có được sau cuộc hôn nhân, mặt khác cũng đem lại cho ông nhiều khó khăn; ông nói về bản thân mình rằng: ["Tôi rất hạnh phúc và hài lòng; nhưng thật khó khăn khi vị trí với phẩm giá chính đáng của mình chỉ đơn giản là một người chồng, chứ không phải là trụ cột của gia đình"]. Tư gia của Nữ vương được điều hành bởi người hầu phòng, Nữ Nam tước Lehzen. Albert gọi bà ta là "Nhà Rồng", và dần tìm cách loại trừ ảnh hưởng của Nữ Nam tước.
Chỉ trong chưa tới hai tháng sau khi kết hôn, Victoria mang thai. Albert bắt đầu đảm nhận các vai trò công cộng; ông trở thành Chủ tịch của Hiệp hội Bãi nô (chế độ nô lệ đã bị bãi bỏ trên khắp Đế quốc Anh, nhưng vẫn còn tồn tại ở Hoa Kỳ và các thuộc địa Pháp); và đã giúp đỡ Victoria xử lý các giấy tờ từ chính phủ. Tháng 6 năm 1840, khi đang ngồi xe ngựa đi diễu hành ngoài đường, Albrecht và Victoria, lúc này đang mang thai, bị bắn bởi Edward Oxford, thanh niên này sau đó bị coi là một kẻ điên. Cả Albert lẫn Victoria đều bình an vô sự và Albert được báo chí ca ngợi về lòng dũng cảm và bình tĩnh của ông khi bị tấn công. Albert đã giành được sự ủng hộ từ công chúng cũng như ảnh hưởng chính trị; điển hình là vào tháng 8, Nghị viện thông qua Điều khoản Chấp chính 1840 theo đó ông sẽ trở thành Nhiếp chính vương trong trường hợp Victoria chết mà con của họ chưa đến tuổi trưởng thành. Đứa con đầu tiên của họ, Victoria, được đặt tên theo tên mẹ, chào đời vào tháng 11. Tám người con khác của họ lần lượt chào đời trong vòng 17 năm tiếp theo. Tất cả 9 vị Vương tử và Công chúa của hai vợ chồng đều sống sót qua tuổi trưởng thành, một điều đặc biệt vào thời điểm mà y học chưa phát triển, và sử gia Hermione Hobhouse ghi nhận điều này là nhờ ảnh hưởng tích cực của Albert lên việc chăm sóc bọn trẻ. Đầu năm 1841, ông đã loại bỏ được ảnh hưởng Lehzen trong việc chăm sóc các Vương tử và Vương nữ, đến tháng 9 năm 1842 Lehzen rời khỏi nước Anh vĩnh viễn.
Sau cuộc tuyển cử năm 1841, Melbourne mất chức Thủ tướng về tay Sir Robert Peel, Tân thủ tưởng bổ nhiệm Albert làm Chủ tịch của Ủy ban Hoàng gia phụ trách tái xây mới Cung điện Westminster. Cung điện gặp phải hỏa hoạn 7 năm về nước và giờ được xây mới. Đóng vai trò bảo trợ cho hoạt động mua bán họa phẩm và tượng điêu khắc, Ủy bản được lập ra để quảng bá mĩ thuật của nước Anh. Công việc của Ủy ban tiến hành chậm chạp, và kiến trúc sư, Charles Barry, ra nhiều quyết định trên danh nghĩa của Ủy ban khi trang trí các căn phòng với các đồ nội thất. Albert gặt được nhiều thành công hơn như là một nhà bảo trợ cá nhân và nhà sưu tập. Trong số những tác phẩm mà ông mua lại có các bức họa cổ của Đức và Italia — Apollo and Diana của Lucas Cranach the Elder và St Peter Martyr của Fra Angelico — và các tác phẩm đương đại của Franz Xaver Winterhalter và Edwin Landseer. Ludwig Gruner, của Dresden, hỗ trợ Albert trong việc mua lại các bức tranh với chất lượng cao.

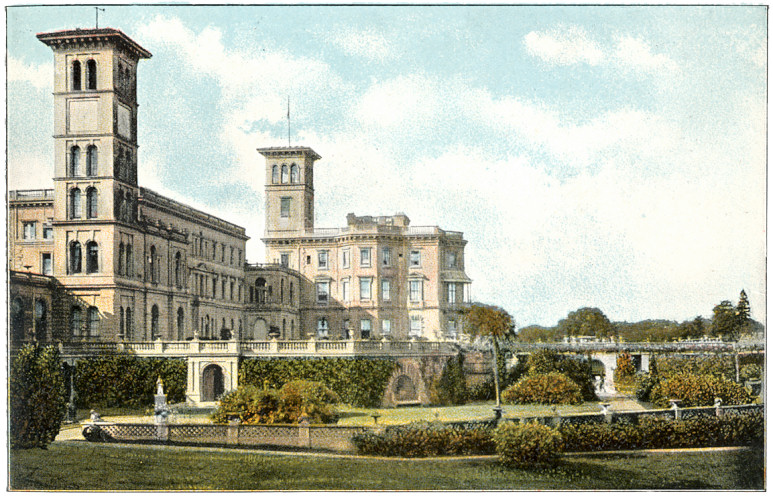
Osborne House, Đảo Wight, Vương quốc Anh.

Liên tiếp sau đó, Albert và Victoria bị ám sát hai lần nữa vào ngày 29 và 30 tháng 5 năm 1842, nhưng đều không bị thương. Kẻ thủ ác, John Francis, bị bắt giam và kết tội chết, nhưng sau đó lại được tha. Đầu năm 1844, Victoria và Albert lần đầu tiên xa nhau sau đám cưới khi ông rời nước Anh về Coburg nhân cái chết của phụ thân. Đến năm 1844, Albert đã có thể hiện đại hóa tài chính hoàng gia, và thông qua nhiều nguồn tài chính khác nhau, ông đã có đủ tiền để mua lại Osborne House thuộc Đảo Wight làm nơi cư trú cho gia đình và những đứa con lần lượt ra đời của họ. Qua một vài năm sau, một ngôi biệt thự theo cấu trúc Ý được xây dựng theo thiết kế của Albert và Thomas Cubitt. Albert đã đưa ra các căn cứ, và cải thiện bất động sản và trang trại. Albert cũng quản lý và cải tiến các tư sản khác của hoàng gia; mô hình trang trại của ông tại Windsor được các nhà viết sử rất ủng hộ, và dưới sự quản lý của ông, thu nhập từ Công quốc Cornwall — tài sản di truyền của ngôi Thân vương xứ Wales — không ngừng gia tăng. Không giống như nhiều chủ đất chấp nhận lao động trẻ em và phản đối Pháp lệnh Cốc vật của Peel, Albert tán thành việc tăng tuổi lao động và ủng hộ tự do thương mại.
Năm 1846, Albrecht bị Huân tước George Bentinck chỉ trích khi ông tham gia một cuộc tranh luận về Pháp lệnh Cốc luật tại Viện thứ dân nhằm ủng hộ Peel. Trong nhiệm kì của Peel, với vai trò tác động từ phía sau, hoặc bên cạnh từ Albert, ngôi vua trở nên minh bạch hơn. Ông có thể xem tất cả giấy tờ của Nữ vương, và soạn thảo thư từ cho bà và có mặt khi Nữ vương tiếp kiến các Bộ trưởng, nay thậm chí có thể gặp các thành viên chính phủ khi vợ vắng mặt. Thư kí của Hội đồng thư pháp, Charles Greville, viết về ông: "Ông ấy là vua với tất cả các mục đích và ý định."

## Phong trào Cải cách

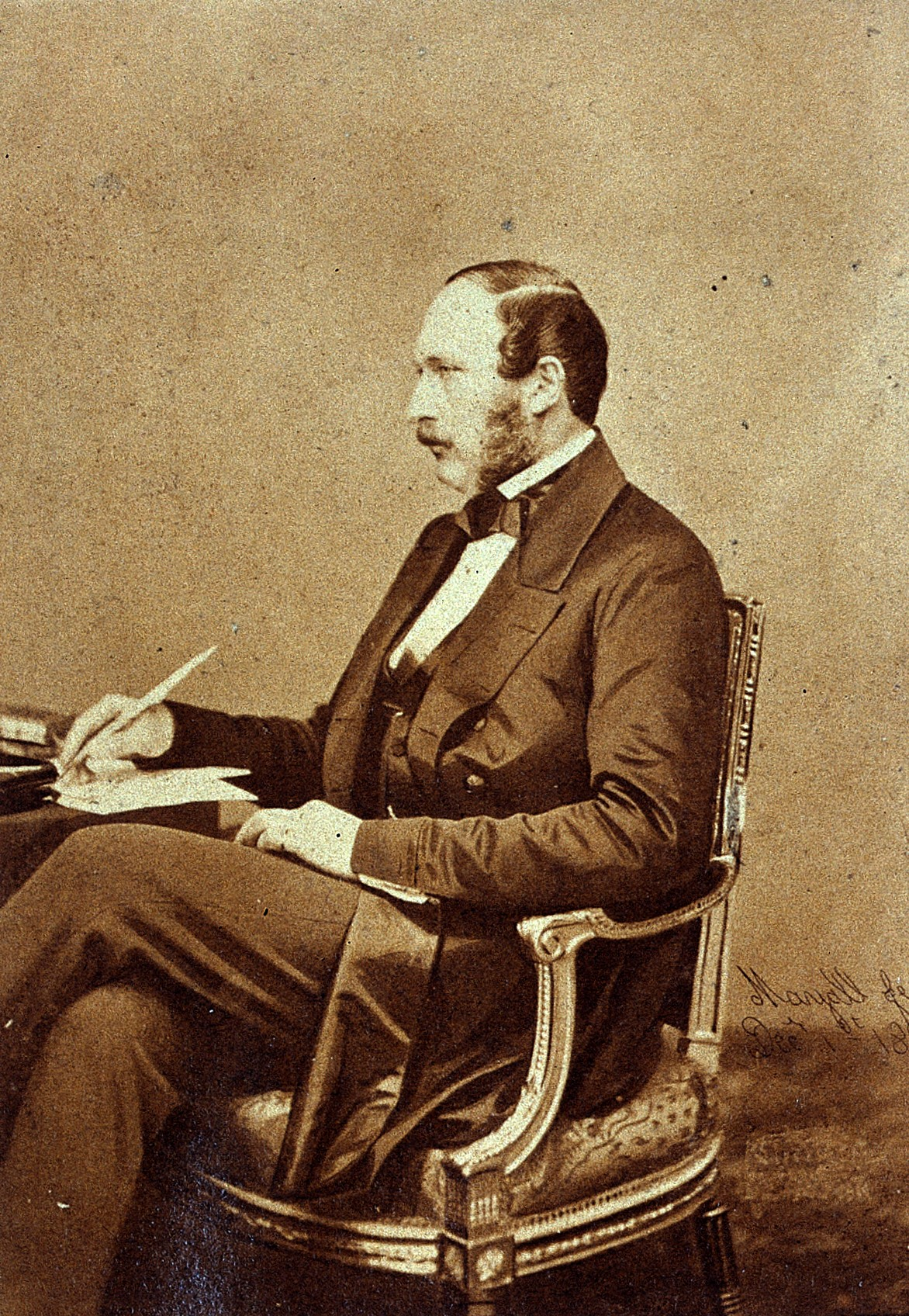
Ảnh chụp Vương tế Albert.

Năm 1847, Albert được bầu làm Hiệu trưởng của Đại học Cambridge sau chiến thắng trước Bá tước Powis. Albert dùng danh nghĩa Hiệu trưởng để vận động cuộc cải cách và hiện đại hóa chương trình giảng dạy đại học, theo đó mở rộng thêm các môn lịch sử hiện đại và khoa học tự nhiên kết hợp với Toán học và Văn học truyền thống.
Mùa hạ năm đó, Victoria và Albert trải qua kì nghỉ mưa ở Loch Laggan miền tây Scotland, nhưng ông nghe tin từ bác sĩ riêng, Sir James Clark, rằng con trai mình muốn có một kì nghỉ ở Lâu đài Balmoral, một nơi có gió và nắng đẹp. Người đang thuê Balmoral, Sir Robert Gordon, bất ngờ chết vào đầu tháng 10, và Albert bắt đầu đàm phán để thuê lại nơi này từ chủ sở hữu, là Bá tước Fife. Tháng 5 năm sau, Albert thuê Balmoral, trước đó ông chưa bao giờ đến nơi này một lần. Tháng 9 năm 1848, ông cùng vợ là con đến lâu đài lần đầu tiên. Họ đến để thưởng thức sự thư giãn và riêng tư mà nó mang lại.
Phong trào Cách mạng bùng lên khắp Âu châu năm 1848 như một hậu quả của cuộc khủng hoảng kinh tế lan rộng. Suốt năm đó, Victoria và Albert phàn nàn về chính sách đối ngoại trung dung của Ngoại trưởng Palmerston, họ cho rằng như thế sẽ làm mất ổn định chính trị ở các cường quốc châu Âu. Albert quan tâm đến số phận của nhiều thân nhân hoàng tộc của mình, nhiều người trong số họ đã bị lật đổ sau Cách mạng. Ông và Victoria, vừa hạ sinh con gái trong năm đó, đã có một thời gian rời khỏi London sang tránh nạn ở Osborne. Mặc dù ở Anh quốc cũng có những cuộc biểu tình lẻ tẻ, nhưng không có cuộc cách mạng nào đáng chú ý nào diễn ra, và Albert thậm chí còn được quần chúng tán dương khi ông bày tỏ quan điểm chính trị của mình với một cái nhìn tổng quan và khoan hòa.
Trong bài diễn văn tại Hiệp hội Cải thiện đời sống tầng lớp Lao động, nơi mà ông là Chủ tịch, ông bày tỏ quan điểm "cảm thông và quan tâm đến cộng đồng của chúng ta, những người phải làm nhiều nhất và hưởng thụ ít nhất trên thế giới này". Đó là "bổn phận của những ai, dưới sự ban phước của Thiên Chúa, đem địa vị, tiền bạc và kiến thức" để giúp đỡ những người kém may mắn hơn mình.

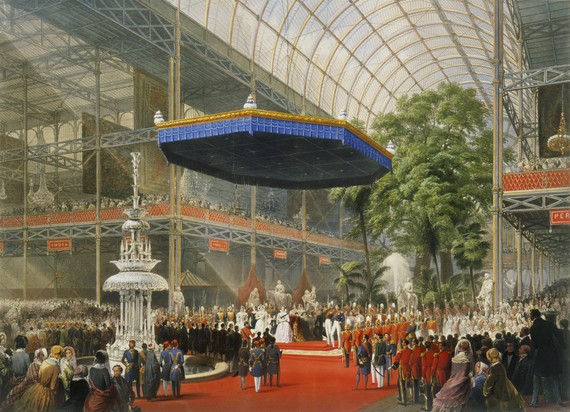
Đại Triển lãm 1851 được tổ chức tại Cung điện Thủy tinh ở Công viên Hyde, London. Một trong những sự kiện vĩ đại thời Victoria.

Là một người có tư tưởng khá tiến bộ và tự do, Albert không chỉ mở đường cho cải cách giáo dục đại học, phúc lợi công cộng, tài chính hoàng gia và cải cách bãi nô, mà ông còn có dành sự quan tâm của mình cho việc áp dụng khoa học và nghệ thuật để phục vụ cho nền công nghiệp. Đại Triển lãm 1851 được tổ chức nhân triển lãm thường niên của Hiệp hội Nghệ thuật, nơi mà Albert trở thành Chủ tịch từ năm 1843, đã thành công vang dội phần lớn nhờ những nỗ lực của ông. Albert trở thành Chủ tịch Ủy ban Triển lãm Hoàng gia 1851, và phải nỗ lực đấu tranh cho từng giai đoạn của dự án này. Tại Hạ viện, Huân tước Brougham phản đối đề xuất tổ chức triển lãm ở Công viên Hyde. Những người chống đối lập luận rằng những tên ngoại đạo và lực lượng cách mạng nước ngoài sẽ nhân đó tìm cơ hội quấy rối, phá hoại đạo đức và đức tin của người Anh. Albert nghĩ rằng nói như thế là vô lý, ông tin rằng nền sản xuất của Anh sẽ nhận được nhiều lợi ích khi nhập khẩu các sản phẩm chất lượng từ các nước khác.
Victoria của Anh khai trương cuộc triển lãm tại Cung điện Thủy tinh, một tòa nhà kính được thiết kế đặc biệt, vào ngày 1 tháng 5 năm 1851. Cuộc triển lãm giành được thành công lớn. Khoản lợi nhuận £180,000 được dùng để thuê đất ở South Kensington, tại đó người ta thành lập các tổ chức giáo dục và văn hóa — như Bảo tàng Lịch sử Tự nhiên, Bảo tàng Khoa học, Cao đẳng Đế quốc London và những nơi về sau gọi là Sảnh Vương thất Albert và Bảo tàng Victoria và Albert. Khu vực này còn bị những người châm biếm gọi là "Albertopolis".

## Cuộc sống gia đình và hoạt động xã hội (1852–1859)

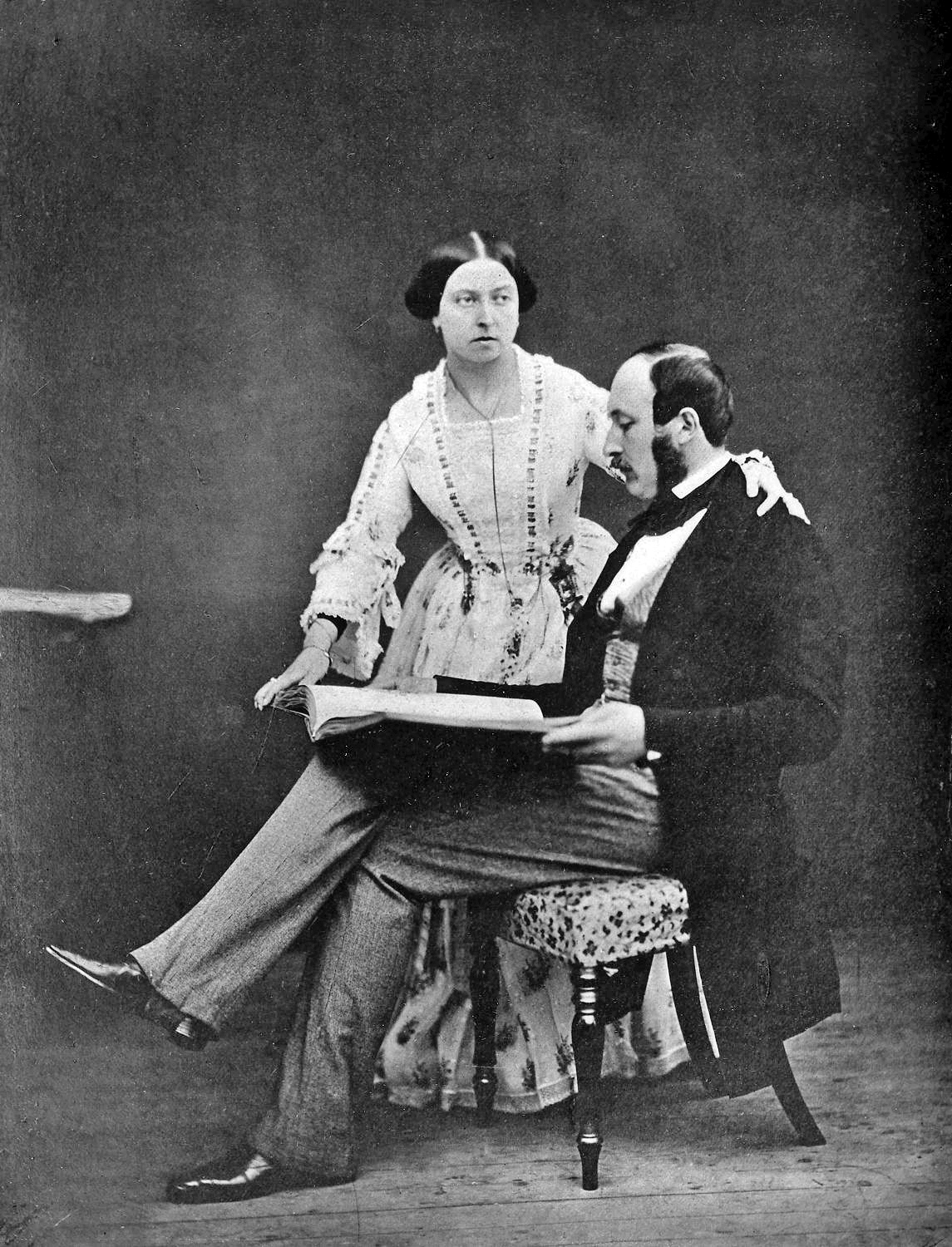
Victoria của Anh và Vương phu Albert, 1854.

Năm 1852, ông được bổ nhiệm vào nhiều chức vụ bị bỏ trống sau cái chết của Công tước xứ Wellington, bao gồm cả chức lãnh đạo của Trinity House và Đại tá của Grenadier Guards. Sau khi lên thay thế Wellington, Albert đã có thể đề xuất và vận động để hiện đại hóa quân đội, hành động được mong đợi từ lâu. Cho rằng quân đội chưa sẵn sàng cho chiến tranh, và giáo điều của Thiên Chúa giáo tốt hơn là Hồi giáo, Albert đã dàn xếp đàm phán ngoại giao cho cuộc xung đột giữa hai đế quốc Nga và Ottoman. Palmerston hiếu chiến hơn, và theo đuổi chính sách ủng hộ Ottoman và hạn chế sự bành trướng của người Nga. Palmerston bị trục xuất khỏi Nội các vào tháng 12 năm 1853, nhưng cùng thời điểm đó quân Nga tấn công hạm đội của người Thổ tại Sinop. Báo chí London lên án vụ đó như là một cuộc thảm sát, do đó uy tín của Palmerston tăng lên trong khi uy tín của Albert bị suy giảm. Chỉ trong hai tuần, Palmerston trở lại chức Bộ trưởng. Vì công chúng vẫn tiếp tục phẫn nộ trước những hành động tàn bạo của người Nga, có một số tin đồn thất thiệt rằng Albert đã bị kết tội phản bội và bị cầm tù trong Tháp Luân Đôn.
Tháng 3 năm 1854, Anh và Nga bị cuốn vào Chiến tranh Krym. Albert đề xuất một kế hoạch tổng thể để giành chiến thắng bằng cách lập vòng vây ở Sevastopol vừa làm kiệt quệ kinh tế Nga, và đây trở thành chiến lược chung của quân Liên minh sau khi Sa hoàng quyết định lui về phòng vệ thụ động. Sự lạc quan ban đầu của người Anh không kéo dài bao lâu khi báo chí đưa tin quân đội Anh trang bị yếu kém, vũ khí lỗi thời, quân lính già nua và kỉ luật không nghiêm chỉnh. Người Nga có sự chuẩn bị cũng không mấy tốt hơn, nên hai bên vẫn cứ giằng co nhau. Thủ tướng khi đó là Huân tước Aberdeen từ chức và Palmerston lên thay. Một thỏa thuận được kí kết ở Paris năm 1856, chấm dứt chiến tranh. Giữa lúc đó, Albrecht cũng xếp đặt cho cô con gái mười bốn tuổi, Victoria, với Friedrich Wilhelm của Phổ, nhưng Albrecht trì hoãn đám cưới đến ngày Victoria lên mười bảy. Albrecht hi vọng con gái và con rể sẽ thúc đẩy quá trình tự do hóa ở Phổ.

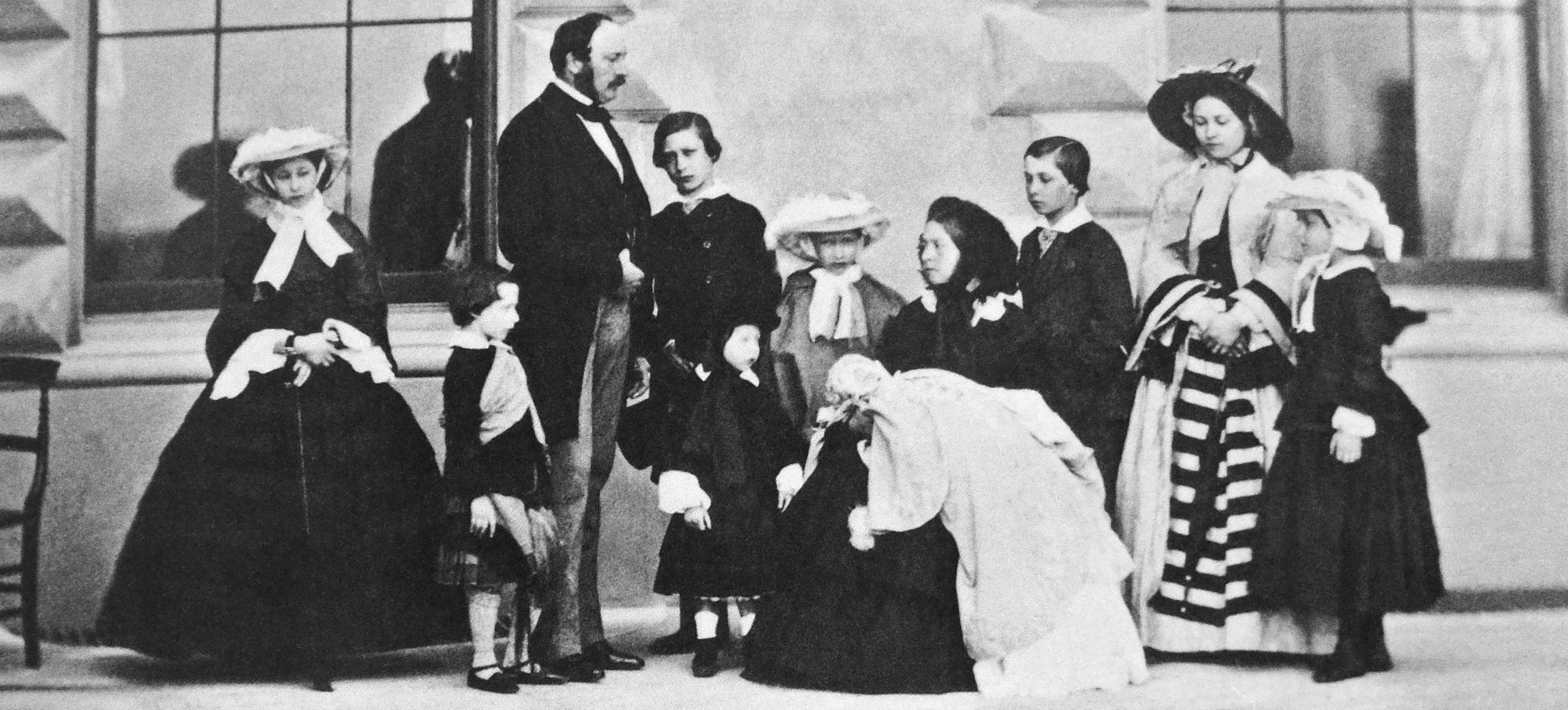
Ảnh chụp Vương tế Albert, Victoria của Anh và chín đứa con của họ, khoảng năm 1857. Từ trái sang phải: Vương nữ Alice, Vương tử Arthur, Vương tế Albrecht, Vương Thái tử Albert Edward (Thân vương xứ Wales), Vương tử Leopold, Vương nữ Louise, Victoria của Anh với Vương nữ Beatrice, Vương tử Alfred, Vương nữ Vương thất Victoria và Vương nữ Helena

Về giáo dục, Vương tế Albert cũng cho mở rộng nhiều cơ sở giáo dục công lập. Trong các cuộc họp ông thường hay nói về sự cần thiết phải cải tiến nền giáo dục. Một tập hợp các bài phát biểu của ông được xuất bản năm 1857. Được công nhận là người bảo trợ cho giáo dục và kĩ thuật, ông được mời đến phát biểu ở nhiều hội nghị khoa học, đáng kể nhất là trong Hiệp hội vì sự tiến bộ của Khoa học Anh ở Aberdeen năm 1859, ông được bầu làm Chủ tịch. Sự ủng hộ của ông đối với nền khoa học bị giới giáo sĩ phản đối; ông và Palmerston tính phong hiệu hiệp sĩ cho Charles Darwin, nhưng bất thành, sau sự kiện tác phẩm Nguồn gốc các loài của ông ta bị Giám mục Oxford phản đối.
Albert tiếp tục tỏ ra tận tụy trong việc giáo dục các con và quản lí gia đình. Bảo mẫu của các con ông, Phu nhân Lyttelton, đánh giá ông là người ân cần và kiên nhẫn lạ thường, mô tả ông thường rất nhiệt tình khi chơi các trò chơi gia đình. Ông tỏ ra mạnh mẽ khi chứng kiến con gái lớn của mình về nhà chồng là nước Phổ đầu năm 1858, và thất vọng khi con trai lớn, Thân vương xứ Wales, không theo kịp chương trình giáo dục đầy áp lực mà chính Albert đặt ra. Năm lên 7, Thân vương xứ Wales bị ép phải học 6 giờ 1 ngày, bao gồm 1 giờ học tiếng Đức và 1 giờ tiếng Pháp. Khi Thân vương xứ Wales thi trượt, Albert đã nhốt anh ta lại. Thậm chí vào lúc đó ông còn dùng vũ lực đánh con mình, nhưng quan điểm thời đó không cho vậy là tàn nhẫn quá mức. Người viết tiểu sử của Albert Roger Fulford viết rằng quan hệ giữa các thành viên trong gia đình là "thân thiện, trìu mến và bình dị,... Không có bằng chứng nào trong nội bộ Hoàng gia và Chính phủ cho thấy giữa Hoàng phu và con trai cả của ông ta không dành cho nhau một tình cảm sâu sắc." Philip Magnus viết trong Tiểu sử về Edward VII rằng Albert "cố gắng đối xử bình đẳng giữa các con; và họ có thể phá vỡ sự dè dặt cùng cứng nhắc của ông vì theo bản năng, họ nhận ra rằng ông không chỉ yêu thương mà còn cần có họ bên cạnh."

## Lâm bệnh và qua đời

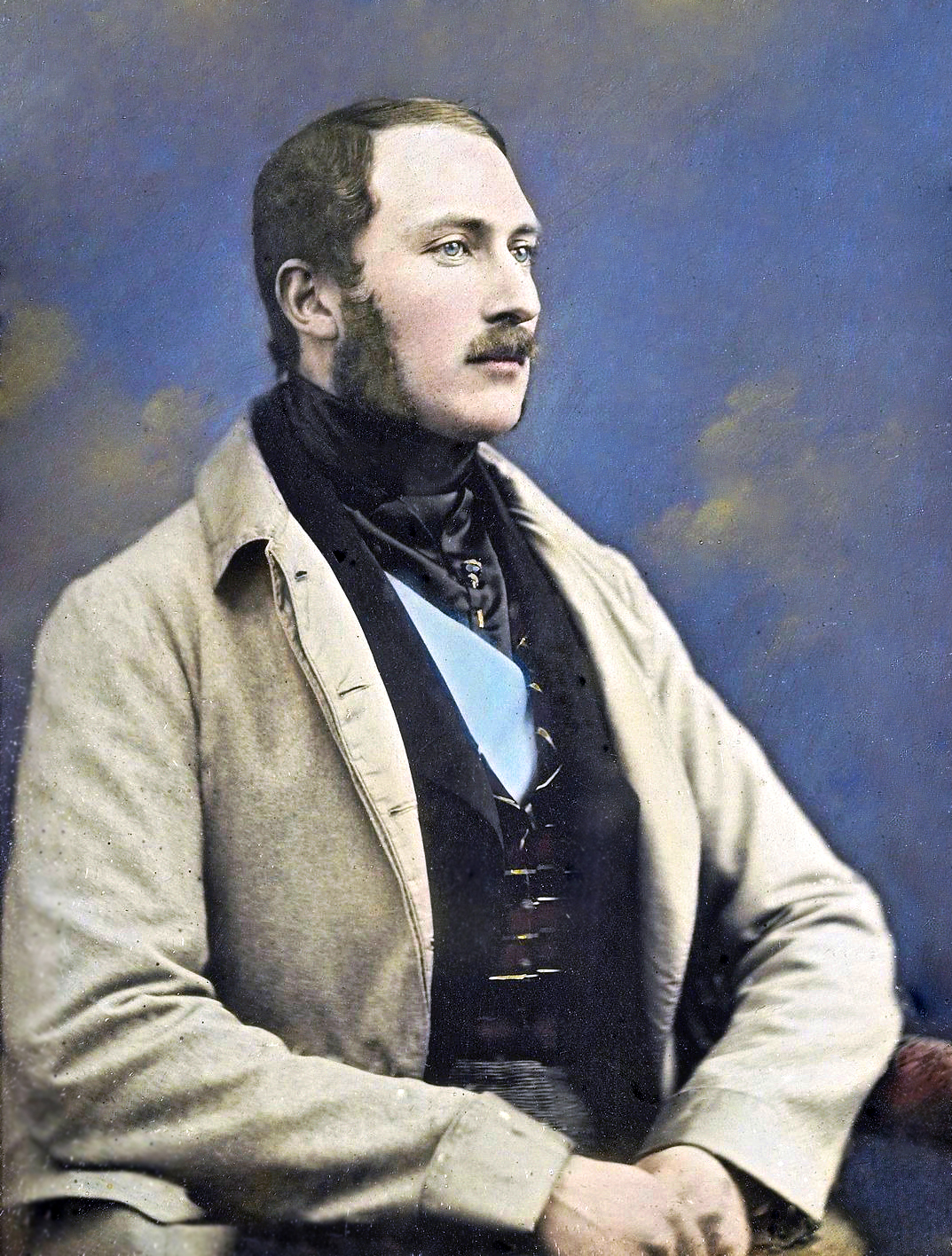
Ảnh chụp màu Vương tế Albert, bởi William Edward Kilburn.

Khoảng từ tháng 8 năm 1859, Vương tế Albrecht đã mắc bệnh đau dạ dày khá nghiêm trọng. Trong chuyến trở về Coburg vào mùa thu năm 1860, ông tự mình lái chiếc xe kéo bởi bốn con ngựa và không may gặp sự cố. Vì mấy con ngựa cứ tiếp tục chạy không chịu dừng mà trước mắt là một đoàn tàu hỏa đang sắp chạy đến, Albert phải tự cứu mạng mình bằng cách nhảy ra khỏi lưng ngựa. Một trong số những chú ngựa bị cán chết, và Albert bị sốc nặng, mặc dù thương thế không có gì nghiêm trọng. Ông nói với anh trai và con gái lớn của mình rằng ông cảm thấy ngày cuối cùng của mình sắp đến.
Tháng 3 năm 1861, mẹ của Victoria và là cô của Albrecht, Bà Công tước xứ Kent qua đời và điều này khiến Victoria của Anh cực kì đau buồn. Vương tế Albert, mặc cho cơ thể mang căn bệnh tiềm tàng cũng đành gánh hết tất cả công việc của vợ, dù cho chính ông cũng đang mắc bệnh đau dạ dày mãn tính. Sự kiện công cộng cuối cùng mà ông chủ trì là Lễ khai trương Royal Horticultural Gardens vào ngày 5 tháng 6 năm 1861. Tháng 8, Victoria và Albert đến thăm Curragh Camp, Ireland, ở tại đó Thân vương xứ Wales đang học một khóa quân sự. Trước đó ở tại Curragh, Thân vương xứ Wales được các đồng nghiệp giới thiệu cho một diễn viên người Ireland, Nellie Clifden.
Tháng 11, Victoria và Albert trở về Windsor, và Thân vương xứ Wales trở về Cambridge, nơi ông đang theo học. Hai người anh em họ của Albert, Vua Pedro V và Vương tử Ferdinand của Bồ Đào Nha, mới vừa chết vì sốt thương hàn. Khi đó, Albert nghe được tin đồn từ Câu lạc bộ quý ông và các tờ báo nước ngoài nói rằng Thân vương xứ Wales có quan hệ tình cảm với Nellie Clifden. Albrecht và Victoria cảm thấy kinh hoàng bởi sự vô ý của con họ; sợ bị tống tiền, scandal và nhất là e ngại rằng Clifden có thể đã mang thai. Mặc dù Albert vẫn còn mang bệnh và ngày càng suy yếu, ông vẫn đi đến Cambridge để gặp Thân vương xứ Wales ngày 25 tháng 11 để khiển trách cậu quý tử.Sử liệu không cho ai biết hai người họ nói gì với nhau. Đến cuối tuần Albert bắt đầu phát đau ở lưng và hai chân.
Khi xảy ra sự cố Trent Affair — hai nhà ngoại giao của Liên bang miền Nam Hoa Kỳ bị quân đội miền Bắc bắt giữ trên một con tàu Anh – đe dọa đến quan hệ Anh và Mỹ, Albert dù đang bệnh nặng, nhưng vẫn cố gượng để dàn xếp cuộc thương lượng.
Ngày 9 tháng 12, một bác sĩ của Albert, William Jenner, chẩn đoán ông đã mắc phải bệnh sốt thương hàn. Albert qua đời vào lúc 10:50 chiều ngày 14 tháng 12 năm 1861 tại Phòng Xanh tại Lâu đài Windsor, bên cạnh ông là Victoria và năm trong số chín đứa con (Edward, Alice, Louise, Helena và Arthur; Victoria ở Đức, Leopold ở Pháp, Alfred đang ngồi trên thuyền, và Beatrice (con gái út) đang ở nơi khác). Chẩn đoán đương thời nói rằng ông bị sốt thương hàn, nhưng nhiều học giả hiện đại chỉ ra rằng Albert có thể đã mắc bệnh ít nhất hai năm trước khi ông qua đời, có thể đó là một căn bệnh mãn tính, chẳng hạn như bệnh Crohn, suy thận, hay ung thư, là nguyên nhân dẫn đến cái chết của ông.

## Di sản

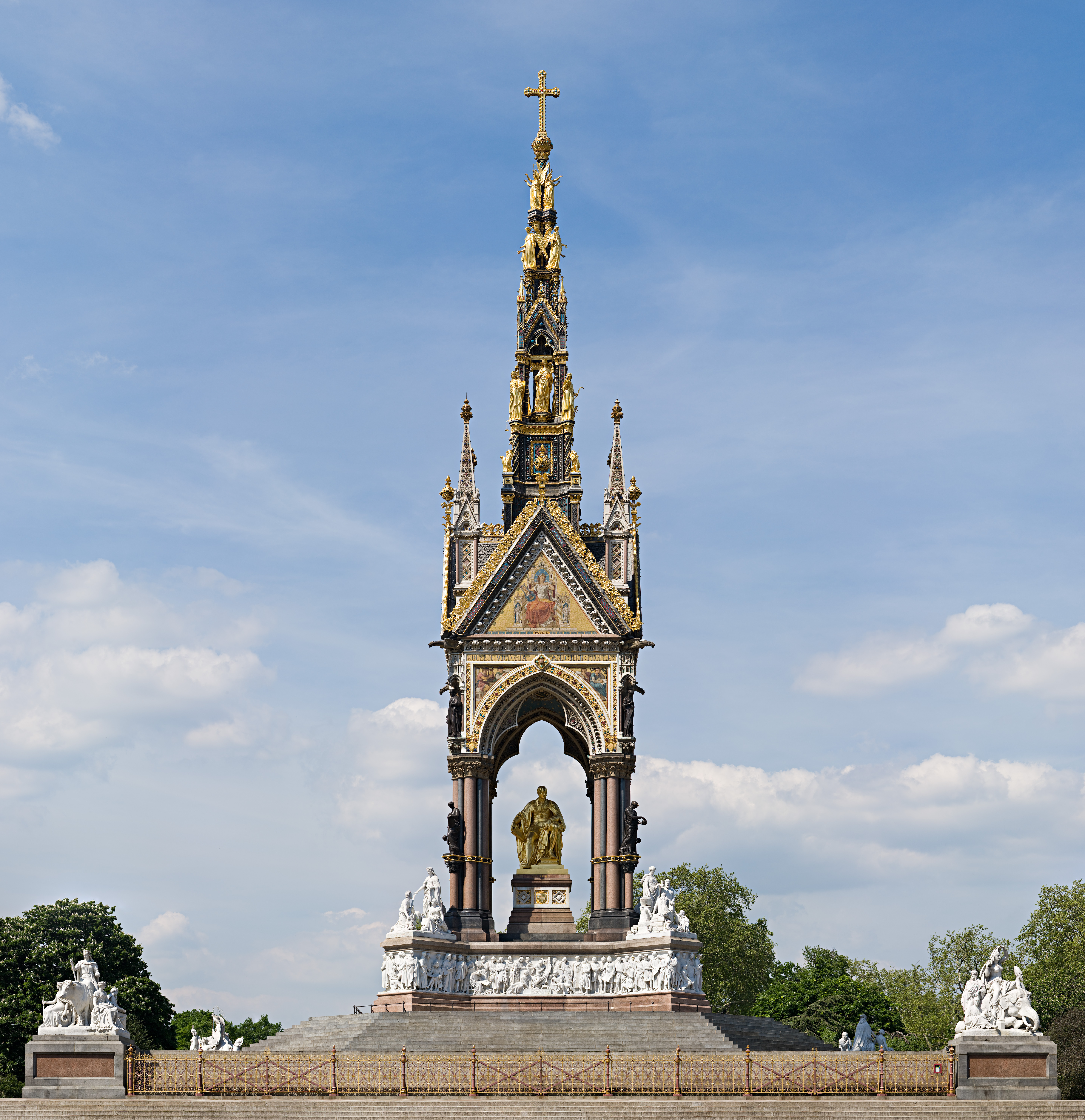
Đài tưởng niệm Vương tế Albert ở Công viên Hyde, London

Cái chết của Albert khiến Victoria của Anh đau buồn cực độ, và những cảm xúc lạnh nhạt mà công chúng dành cho Albert được thay thế bởi sự cảm thông. Victoria mặc đồ đen suốt 40 năm còn lại của cuộc đời, và phòng của Albert trong tất cả những ngôi nhà của ông được giữ nguyên trạng như trước, kể cả việc người hầu đem nước nóng vào buổi sáng, và ga trải giường cùng khăn tắm được thay hằng ngày. Đây là một thực tế không hiếm gặp của những gia đình vương giả. Victoria tránh mặt trước công chúng và điều này đã hủy đi phần nào những nỗ lực của Albert để cải tiến chế độ quân chủ thành một biểu tượng đạo đức hơn là quyền lực chính trị. Albert được ghi nhận là người đưa ra nguyên tắc rằng Vương thất Anh nên giữ thế trung dung trước chính trị. Ví dụ, trước khi cưới, Victoria ủng hộ Đảng Whig. Khi mới lên ngôi Victoria định chống phá chính phủ Đảng Tory của Sir Robert Peel khi từ chối những người hầu phòng do Peel bổ nhiệm.

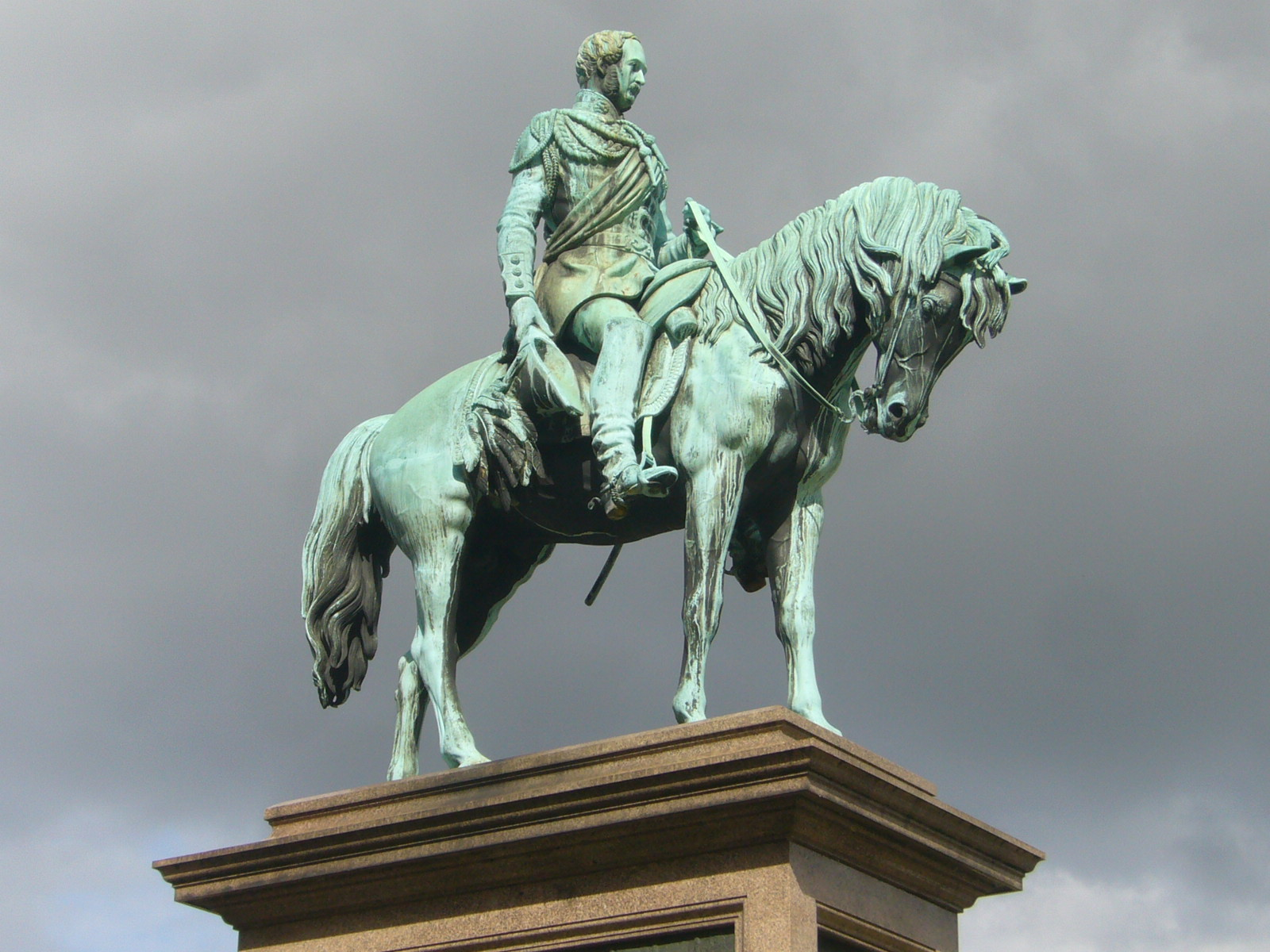
Đài tưởng niệm dành cho Vương tế Albert, hiện nằm ở Edinburgh

Di thể Albrecht được quàn tạm ở Nhà nguyện Thánh George, Lâu đài Windsor, cho đến một năm sau khi chết di thể mới được đưa đến Lăng mộ Frogmore, nơi này vẫn chưa xây dựng xong cho đến năm 1871. Cái hòm chứa di thể của ông và Nữ vương hợp táng với nhau, được chạm khắc từ khối đá granit lớn nhất từng được khai thác ở Anh. Mặc dù Albrecht yêu cầu rằng đừng nên xây dựng bất cứ công trình gì mang tên ông, nhưng nhiều công trình được xây dựng trên khắp đất nước, và trên toàn Đế quốc Anh. Đáng kể nhất trong số đó là Sảnh Vương thất Albert và Đài tưởng niệm Albert ở London.
Các địa danh và vật thể được đặt tên theo Albert từ Hồ Albert ở châu Phi đến thành phố Prince Albert, Saskatchewan, Huy chương Albert do Hội đồng Nghệ thuật hoàng gia trao tặng. Bốn trung đoàn Hải quân Anh được đặt tên theo ông: 11th (Prince Albert's Own) Hussars; Prince Albert's Light Infantry; Prince Albert's Own Leicestershire Regiment of Yeomanry Cavalry, và The Prince Consort's Own Rifle Brigade. Ông và Victoria của Anh quan tâm đến việc thành lập và phát triển Aldershot ở Hampshire làm nơi đồn trú quân những năm 1850. Họ cho xây Royal Pavilion bằng gỗ ở đó để trú ngụ trong những lần đi giám sát quân đội. Albert thành lập Thư viện Vương tế tại Aldershot, vẫn còn cho đến ngày hôm nay.
Những bản tiểu sử được xuất bản sau cái chết của Albert mang màu sắc nặng nề và thương cảm. Magnum opus gồm năm quyển của Theodore Martin có sự hỗ trợ từ Victoria của Anh, và những thể hiện nhiều cảm xúc của bà trong đó. Tuy nhiên đó lại là một nguồn chính xác và đầy đủ. Queen Victoria của Lytton Strachey (1921) thể hiện quan điểm chỉ trích ông, nhưng một phần là do các nhà viết tiểu sử giữa thế kỷ XX viết ra chẳng hạn như Hector Bolitho và Roger Fulford, và họ chưa từng xem qua nhật kí và thư từ của Victoria như Strachey. Một câu chuyện thần thoại lan truyền rộng rãi về Vương phu Albert — nói ông là người đưa Cây thông Noel đến Anh — bị các học giả bác bỏ. Nhà viết sử hiện đại, ví dụ như Stanley Weintraub, miêu tả Albrecht là một nhân vật trong một câu chuyện tình lãng mạn và bi thảm, ông ra đi quá sớm và làm người còn lại tổn thương suốt cuộc đời, Bộ phim năm 2009 The Young Victoria, nhân vật Albert, do Rupert Friend thủ diễn, có phần sử thi hóa; mô tả trong vụ ám sát năm 1840, ông đã đỡ viên đạn giùm cho Victoria — điều này dường như không đúng với thực tế.

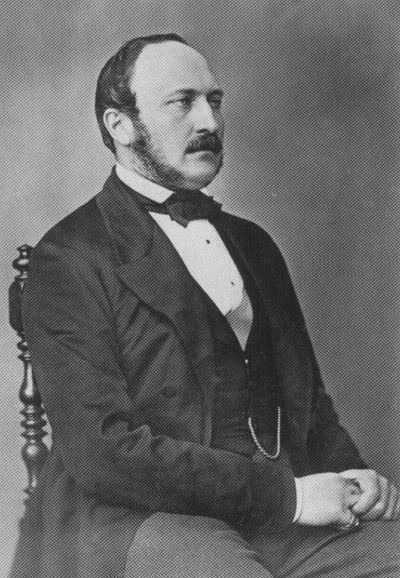
Chân dung Albert

## Danh hiệu và huy hiệu

### Danh hiệu, phong hiệu
- 26 tháng 8 năm 1819 – 12 tháng 11 năm 1826: His Serene Highness Công tử Albrecht xứ Sachsen-Coburg-Saalfeld, Công tước xứ Sachsen[134]
- 12 tháng 11 năm 1826 – 6 tháng 2 năm 1840: His Serene Highness Công tử Albrecht xứ Saxe-Coburg và Gotha, Công tước xứ Sachsen
- 6 tháng 2 năm 1840 – 25 tháng 6 năm 1857: Công tử xứ Sachsen-Coburg và Gotha Điện hạ, Công tước xứ Saxony
- 25 tháng 6 năm 1857 – 14 tháng 12 năm 1861: Vương phu Điện hạ

### Vinh dự
Anh
- KG: Knight of the Garter, 16 tháng 12 năm 1839[135]
- KT: Knight of the Thistle[136]
- KP: Knight of St Patrick[136]
- GCB: Order of the Bath
  - Knight Grand Cross, 6 tháng 3 năm 1840[137]
  - Great Master, 25 tháng 5 năm 1847
- KSI: Extra Knight of the Star của Ấn Độ, 25 tháng 6 năm 1861
- GCMG: Knight Grand Cross xứ St Michael và St George[136]

Nước khác
- Bỉ: Grand Cordon of the Huy chương Leopold: quà cưới từ người chú, Vua Leopold, 1839[138]
- Tây Ban Nha: Knight of the Golden Fleece, 27 tháng 4 năm 1841[139]
- Denmark: Knight of the Elephant, 10 tháng 1 năm 1843[140]
- Thụy Điển: Knight of the Seraphim, tháng 2 năm 1856

### Huy hiệu

Huy hiệu của Albrecht xứ Sachsen-Coburg và Gotha
Huy hiệu của Vương tế Albrecht được trao năm 1840
Huy hiệu Golden Fleece của Vương tế Albrecht

## Hậu duệ
| Tên                                                                                 | Sinh                 | Mất                  | Vợ chồng và con cái |
| ----------------------------------------------------------------------------------- | -------------------- | -------------------- | --- |
| Victoria, Vương nữ Vương thất, về sau là Hoàng hậu Đức và Hoàng hậu Phổ             | 21 tháng 11 năm 1840 | 5 tháng 8 năm 1901   | Kết hôn năm 1858, với Friedrich, Hoàng thái tử Đức và Phổ về sau là Friedrich III, Hoàng đế Đức và Quốc vương Phổ (1831 – 1888); bốn con trai, bốn con gái (bao gồm Wilhelm II, Hoàng đế Đức và Vua của Phổ cùng Sophie, Vương hậu Hi Lạp) |
| Albert Edward, Thân vương xứ Wales, về sau là Vua Edward VII                        | 9 tháng 11 năm 1841  | 6 tháng 5 năm 1910   | Kết hôn năm 1863, Alexandra của Đan Mạch (1844 – 1925); Ba con trai, ba con gái (bao gồm Vua George V và Maud, Vương hậu Na Uy) |
| Vương nữ Alice, về sau là Nữ Đại Công tước phu nhân xứ Hessen                       | 25 tháng 4 năm 1843  | 14 tháng 12 năm 1878 | Kết hôn năm 1862, Ludwig IV của Hessen và Rhein (1837 – 1892); Hai con trai, năm con gái (bao gồm Alix, Hoàng hậu Nga) |
| Vương tử Alfred, Công tước xứ Edinburgh về sau là Công tước xứ Saxe-Coburg và Gotha | 6 tháng 8 năm 1844   | 31 tháng 7 năm 1900  | Kết hôn năm 1874, Mariya Aleksandrovna của Nga (1853 – 1920); Hai con trai (một chết lưu), bốn con gái (bao gồm Marie, Vương hậu Romania)                                                                                                  |
| Vương nữ Helena                                                                     | 25 tháng 5 năm 1846  | 9 tháng 6 năm 1923   | Kết hôn năm 1866, Christian xứ Schleswig-Holstein (1831 – 1917); Bốn con trai (một người chết lưu), hai con gái |
| Vương nữ Louise về sau là Công tước phu nhân xứ Argyll                              | 18 tháng 3 năm 1848  | 3 tháng 12 năm 1939  | Kết hôn năm 1871, John Douglas Sutherland Campbell (1845 – 1914), Hầu tước xứ Lorne, về sau là Công tước Argyll thứ 9; không có con |
| Vương tử Arthur về sau là Công tước xứ Connaught và Strathearn                      | 1 tháng 5 năm 1850   | 16 tháng 1 năm 1942  | Kết hôn năm 1879, với Luise Margareta của Phổ (1860 – 1917); Một con trai, hai con gái |
| Vương tử Leopold về sau là Công tước xứ Albany                                      | 7 tháng 4 năm 1853   | 28 tháng 3 năm 1884  | Kết hôn năm 1882, với Helen xứ Waldeck và Pyrmont (1861 – 1922); Một con trai, một con gái |
| Vương nữ Beatrice                                                                   | 14 tháng 4 năm 1857  | 26 tháng 10 năm 1944 | Kết hôn năm 1885, với Heincrich xứ Battenberg (1858 – 1896); Ba con trai, một con gái (bao gồm Victoria Eugenie, Vương hậu Tây Ban Nha) |

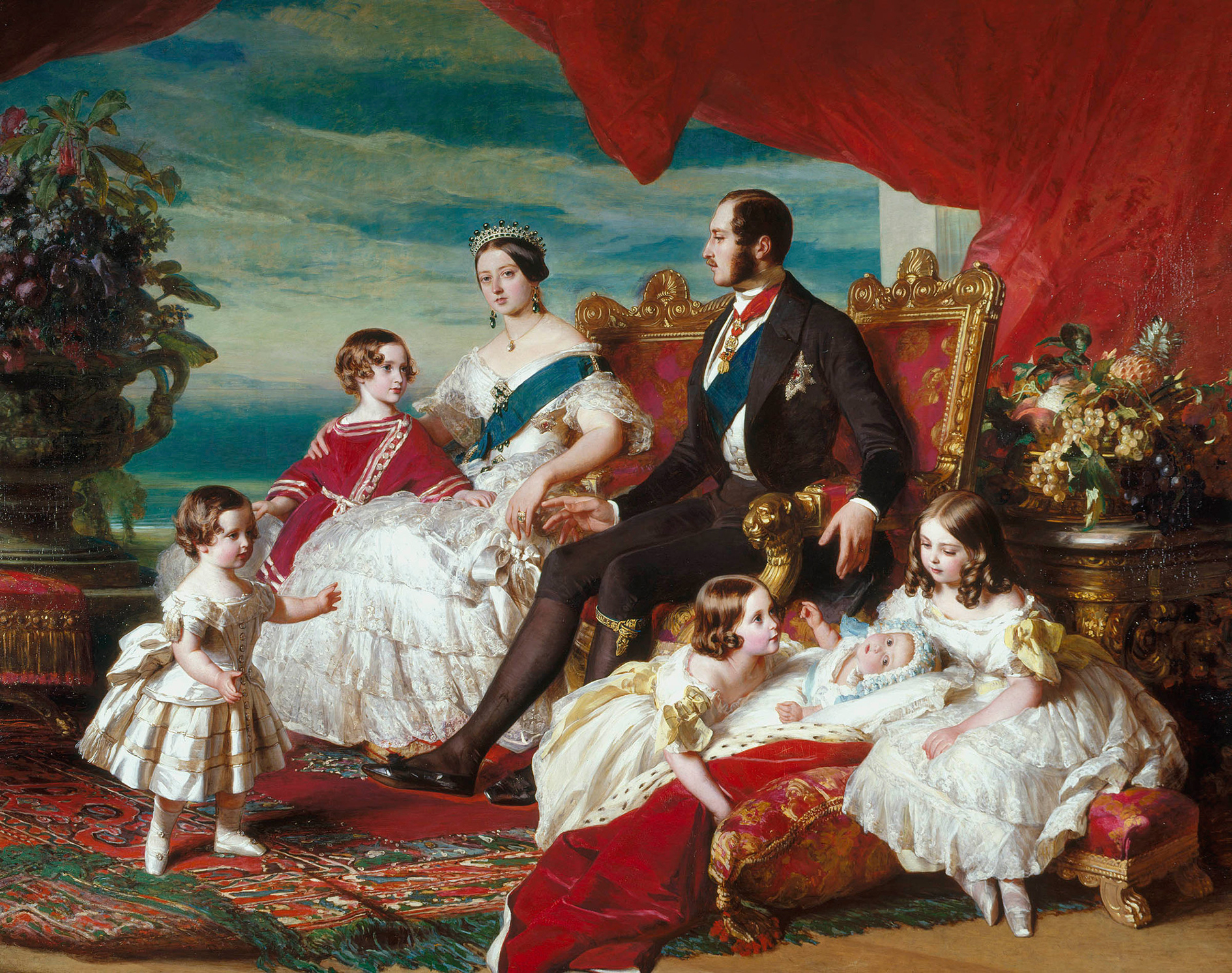
Gia đình của Victoria năm 1846 bởi Franz Xaver Winterhalter. Từ trái qua phải: Vương tử Alfred và Thân vương xứ Wales; Nữ vương và Vương phu Albrecht; các Vương nữ Alice, Helena và Victoria

42 đứa cháu nội, ngoại của Albrecht có bốn người là quân vương từng tại nhiệm: Vua George V của Anh; Wilhelm II, Hoàng đế Đức; Ernest Louis, Đại Công tước xứ Hesse; và Charles Edward, Công tước xứ Saxe-Coburg và Gotha, và 5 nguyên phối của các quốc vương đương thời: Vương hậu Maud của Na Uy, Sophia của Hi Lạp, Victoria Eugenie của Tây Ban Nha, Vương hậu Marie của România, và Hoàng hậu Aleksandra Fyodorovna của Nga. Nhiều hậu duệ của Albrecht đến nay vẫn còn rải rác trong khắp các gia đình hoàng tộc và quý tộc ở châu Âu.

## Tổ tiên
| \| \| \| \| \| \| \| \| \| \| \| \| \| \| \| \| \| \| \| \| 16. Franz Josias xứ Sachsen-Coburg-Saalfeld \| \| \| \| \| \| \| \| \| \| \| \| \| \| \| \| \| \| \| \| \| \| \| \| \| \| \| \| \| \| \| \| \| \| \| \| \| \| \| \| \| \| \| \| \| \| \| \| \| \| \| \| \| \| 8. Ernst Friedrich xứ Sachsen-Coburg-Saalfeld \| \| \| \| \| \| \| \| \| \| \| \| \| \| \| \| \| \| \| \| \| \| \| \| \| \| \| \| \| \| \| \| \| \| \| \| \| \| \| \| \| \| \| \| \| \| \| \| \| \| \| \| \| \| 17. Anna Sophia xứ Schwarzburg-Rudolstadt \| \| \| \| \| \| \| \| \| \| \| \| \| \| \| \| \| \| \| \| \| \| \| \| \| \| \| \| \| \| \| \| \| \| \| \| \| \| \| \| \| \| \| \| \| \| \| \| \| \| \| \| \| \| 4. Franz I xứ Sachsen-Coburg-Saalfeld[143] \| \| \| \| \| \| \| \| \| \| \| \| \| \| \| \| \| \| \| \| \| \| \| \| \| \| \| \| \| \| \| \| \| \| \| \| \| \| \| \| \| \| \| \| \| \| \| \| \| \| \| \| \| \| 18. Ferdinand Albrecht II xứ Braunschweig-Wolfenbüttel \| \| \| \| \| \| \| \| \| \| \| \| \| \| \| \| \| \| \| \| \| \| \| \| \| \| \| \| \| \| \| \| \| \| \| \| \| \| \| \| \| \| \| \| \| \| \| \| \| \| \| \| \| \| 9. Sophie Antoinette xứ Braunschweig-Wolfenbüttel \| \| \| \| \| \| \| \| \| \| \| \| \| \| \| \| \| \| \| \| \| \| \| \| \| \| \| \| \| \| \| \| \| \| \| \| \| \| \| \| \| \| \| \| \| \| \| \| \| \| \| \| \| \| 19. Antoinette Amalie xứ Braunschweig-Wolfenbüttel \| \| \| \| \| \| \| \| \| \| \| \| \| \| \| \| \| \| \| \| \| \| \| \| \| \| \| \| \| \| \| \| \| \| \| \| \| \| \| \| \| \| \| \| \| \| \| \| \| \| \| \| \| \| 2. Ernst I xứ Sachsen-Coburg và Gotha[143] \| \| \| \| \| \| \| \| \| \| \| \| \| \| \| \| \| \| \| \| \| \| \| \| \| \| \| \| \| \| \| \| \| \| \| \| \| \| \| \| \| \| \| \| \| \| \| \| \| \| \| \| \| \| 20. Heinrich XXIX Reuß xứ Ebersdorf \| \| \| \| \| \| \| \| \| \| \| \| \| \| \| \| \| \| \| \| \| \| \| \| \| \| \| \| \| \| \| \| \| \| \| \| \| \| \| \| \| \| \| \| \| \| \| \| \| \| \| \| \| \| 10. Heinrich XXIV Reuß xứ Ebersdorf \| \| \| \| \| \| \| \| \| \| \| \| \| \| \| \| \| \| \| \| \| \| \| \| \| \| \| \| \| \| \| \| \| \| \| \| \| \| \| \| \| \| \| \| \| \| \| \| \| \| \| \| \| \| 21. Sophie Theodora xứ Castell-Remlingen \| \| \| \| \| \| \| \| \| \| \| \| \| \| \| \| \| \| \| \| \| \| \| \| \| \| \| \| \| \| \| \| \| \| \| \| \| \| \| \| \| \| \| \| \| \| \| \| \| \| \| \| \| \| 5. Auguste Reuß xứ Ebersdorf[143] \| \| \| \| \| \| \| \| \| \| \| \| \| \| \| \| \| \| \| \| \| \| \| \| \| \| \| \| \| \| \| \| \| \| \| \| \| \| \| \| \| \| \| \| \| \| \| \| \| \| \| \| \| \| 22. Georg August xứ Erbach-Schönberg \| \| \| \| \| \| \| \| \| \| \| \| \| \| \| \| \| \| \| \| \| \| \| \| \| \| \| \| \| \| \| \| \| \| \| \| \| \| \| \| \| \| \| \| \| \| \| \| \| \| \| \| \| \| 11. Karoline Ernestine xứ Erbach-Schönberg \| \| \| \| \| \| \| \| \| \| \| \| \| \| \| \| \| \| \| \| \| \| \| \| \| \| \| \| \| \| \| \| \| \| \| \| \| \| \| \| \| \| \| \| \| \| \| \| \| \| \| \| \| \| 23. Ferdinande Henriette xứ Stolberg-Gedern \| \| \| \| \| \| \| \| \| \| \| \| \| \| \| \| \| \| \| \| \| \| \| \| \| \| \| \| \| \| \| \| \| \| \| \| \| \| \| \| \| \| \| \| \| \| \| \| \| \| \| \| \| \| 1. Albrecht xứ Sachsen-Coburg và Gotha \| \| \| \| \| \| \| \| \| \| \| \| \| \| \| \| \| \| \| \| \| \| \| \| \| \| \| \| \| \| \| \| \| \| \| \| \| \| \| \| \| \| \| \| \| \| \| \| \| \| \| \| \| \| 24. Friedrich III xứ Sachsen-Gotha-Altenburg \| \| \| \| \| \| \| \| \| \| \| \| \| \| \| \| \| \| \| \| \| \| \| \| \| \| \| \| \| \| \| \| \| \| \| \| \| \| \| \| \| \| \| \| \| \| \| \| \| \| \| \| \| \| 12. Ernst II xứ Sachsen-Gotha-Altenburg \| \| \| \| \| \| \| \| \| \| \| \| \| \| \| \| \| \| \| \| \| \| \| \| \| \| \| \| \| \| \| \| \| \| \| \| \| \| \| \| \| \| \| \| \| \| \| \| \| \| \| \| \| \| 25. Luise Dorothea xứ Sachsen-Meiningen \| \| \| \| \| \| \| \| \| \| \| \| \| \| \| \| \| \| \| \| \| \| \| \| \| \| \| \| \| \| \| \| \| \| \| \| \| \| \| \| \| \| \| \| \| \| \| \| \| \| \| \| \| \| 6. August I xứ Sachsen-Gotha-Altenburg[143] \| \| \| \| \| \| \| \| \| \| \| \| \| \| \| \| \| \| \| \| \| \| \| \| \| \| \| \| \| \| \| \| \| \| \| \| \| \| \| \| \| \| \| \| \| \| \| \| \| \| \| \| \| \| 26. Anton Ulrich I xứ Sachsen-Meiningen \| \| \| \| \| \| \| \| \| \| \| \| \| \| \| \| \| \| \| \| \| \| \| \| \| \| \| \| \| \| \| \| \| \| \| \| \| \| \| \| \| \| \| \| \| \| \| \| \| \| \| \| \| \| 13. Charlotte xứ Sachsen-Meiningen \| \| \| \| \| \| \| \| \| \| \| \| \| \| \| \| \| \| \| \| \| \| \| \| \| \| \| \| \| \| \| \| \| \| \| \| \| \| \| \| \| \| \| \| \| \| \| \| \| \| \| \| \| \| 27. Charlotte Amalie xứ Hessen-Philippsthal \| \| \| \| \| \| \| \| \| \| \| \| \| \| \| \| \| \| \| \| \| \| \| \| \| \| \| \| \| \| \| \| \| \| \| \| \| \| \| \| \| \| \| \| \| \| \| \| \| \| \| \| \| \| 3. Luise Pauline xứ Sachsen-Gotha-Altenburg[143] \| \| \| \| \| \| \| \| \| \| \| \| \| \| \| \| \| \| \| \| \| \| \| \| \| \| \| \| \| \| \| \| \| \| \| \| \| \| \| \| \| \| \| \| \| \| \| \| \| \| \| \| \| \| 28. Ludwig xứ Mecklenburg-Schwerin \| \| \| \| \| \| \| \| \| \| \| \| \| \| \| \| \| \| \| \| \| \| \| \| \| \| \| \| \| \| \| \| \| \| \| \| \| \| \| \| \| \| \| \| \| \| \| \| \| \| \| \| \| \| 14. Friedrich Franz I xứ Mecklenburg-Schwerin \| \| \| \| \| \| \| \| \| \| \| \| \| \| \| \| \| \| \| \| \| \| \| \| \| \| \| \| \| \| \| \| \| \| \| \| \| \| \| \| \| \| \| \| \| \| \| \| \| \| \| \| \| \| 29. Charlotte Sophie xứ Sachsen-Coburg-Saalfeld \| \| \| \| \| \| \| \| \| \| \| \| \| \| \| \| \| \| \| \| \| \| \| \| \| \| \| \| \| \| \| \| \| \| \| \| \| \| \| \| \| \| \| \| \| \| \| \| \| \| \| \| \| \| 7. Luise Charlotte xứ Mecklenburg-Schwerin[143] \| \| \| \| \| \| \| \| \| \| \| \| \| \| \| \| \| \| \| \| \| \| \| \| \| \| \| \| \| \| \| \| \| \| \| \| \| \| \| \| \| \| \| \| \| \| \| \| \| \| \| \| \| \| 30. John August xứ Sachsen-Gotha-Altenburg \| \| \| \| \| \| \| \| \| \| \| \| \| \| \| \| \| \| \| \| \| \| \| \| \| \| \| \| \| \| \| \| \| \| \| \| \| \| \| \| \| \| \| \| \| \| \| \| \| \| \| \| \| \| 15. Luise xứ Sachsen-Gotha-Altenburg \| \| \| \| \| \| \| \| \| \| \| \| \| \| \| \| \| \| \| \| \| \| \| \| \| \| \| \| \| \| \| \| \| \| \| \| \| \| \| \| \| \| \| \| \| \| \| \| \| \| \| \| \| \| 31. Luise Reuß xứ Schleiz \| \| \| \| \| \| \| \| \| \| \| \| \| \| \| \| \| \| \| \| \| \| \| \| \| \| \| \| \| \| \| \| \| \| \| \| \| \| \| \| \| \| \| \| \| \| \| \| \| \| \| \| |                                                        |  |  |  |  |  |  |  |  |  |  |  |  |  |  |  |
| |                                                        |  |  |  |  |  |  |  |  |  |  |  |  |  |  |  |
| | 16. Franz Josias xứ Sachsen-Coburg-Saalfeld            |  |  |  |  |  |  |  |  |  |  |  |  |  |  |  |
| |                                                        |  |  |  |  |  |  |  |  |  |  |  |  |  |  |  |
| |                                                        |  |  |  |  |  |  |  |  |  |  |  |  |  |  |  |
| | 8. Ernst Friedrich xứ Sachsen-Coburg-Saalfeld          |  |  |  |  |  |  |  |  |  |  |  |  |  |  |  |
| |                                                        |  |  |  |  |  |  |  |  |  |  |  |  |  |  |  |
| |                                                        |  |  |  |  |  |  |  |  |  |  |  |  |  |  |  |
| | 17. Anna Sophia xứ Schwarzburg-Rudolstadt              |  |  |  |  |  |  |  |  |  |  |  |  |  |  |  |
| |                                                        |  |  |  |  |  |  |  |  |  |  |  |  |  |  |  |
| |                                                        |  |  |  |  |  |  |  |  |  |  |  |  |  |  |  |
| | 4. Franz I xứ Sachsen-Coburg-Saalfeld                  |  |  |  |  |  |  |  |  |  |  |  |  |  |  |  |
| |                                                        |  |  |  |  |  |  |  |  |  |  |  |  |  |  |  |
| |                                                        |  |  |  |  |  |  |  |  |  |  |  |  |  |  |  |
| | 18. Ferdinand Albrecht II xứ Braunschweig-Wolfenbüttel |  |  |  |  |  |  |  |  |  |  |  |  |  |  |  |
| |                                                        |  |  |  |  |  |  |  |  |  |  |  |  |  |  |  |
| |                                                        |  |  |  |  |  |  |  |  |  |  |  |  |  |  |  |
| | 9. Sophie Antoinette xứ Braunschweig-Wolfenbüttel      |  |  |  |  |  |  |  |  |  |  |  |  |  |  |  |
| |                                                        |  |  |  |  |  |  |  |  |  |  |  |  |  |  |  |
| |                                                        |  |  |  |  |  |  |  |  |  |  |  |  |  |  |  |
| | 19. Antoinette Amalie xứ Braunschweig-Wolfenbüttel     |  |  |  |  |  |  |  |  |  |  |  |  |  |  |  |
| |                                                        |  |  |  |  |  |  |  |  |  |  |  |  |  |  |  |
| |                                                        |  |  |  |  |  |  |  |  |  |  |  |  |  |  |  |
| | 2. Ernst I xứ Sachsen-Coburg và Gotha                  |  |  |  |  |  |  |  |  |  |  |  |  |  |  |  |
| |                                                        |  |  |  |  |  |  |  |  |  |  |  |  |  |  |  |
| |                                                        |  |  |  |  |  |  |  |  |  |  |  |  |  |  |  |
| | 20. Heinrich XXIX Reuß xứ Ebersdorf                    |  |  |  |  |  |  |  |  |  |  |  |  |  |  |  |
| |                                                        |  |  |  |  |  |  |  |  |  |  |  |  |  |  |  |
| |                                                        |  |  |  |  |  |  |  |  |  |  |  |  |  |  |  |
| | 10. Heinrich XXIV Reuß xứ Ebersdorf                    |  |  |  |  |  |  |  |  |  |  |  |  |  |  |  |
| |                                                        |  |  |  |  |  |  |  |  |  |  |  |  |  |  |  |
| |                                                        |  |  |  |  |  |  |  |  |  |  |  |  |  |  |  |
| | 21. Sophie Theodora xứ Castell-Remlingen               |  |  |  |  |  |  |  |  |  |  |  |  |  |  |  |
| |                                                        |  |  |  |  |  |  |  |  |  |  |  |  |  |  |  |
| |                                                        |  |  |  |  |  |  |  |  |  |  |  |  |  |  |  |
| | 5. Auguste Reuß xứ Ebersdorf                           |  |  |  |  |  |  |  |  |  |  |  |  |  |  |  |
| |                                                        |  |  |  |  |  |  |  |  |  |  |  |  |  |  |  |
| |                                                        |  |  |  |  |  |  |  |  |  |  |  |  |  |  |  |
| | 22. Georg August xứ Erbach-Schönberg                   |  |  |  |  |  |  |  |  |  |  |  |  |  |  |  |
| |                                                        |  |  |  |  |  |  |  |  |  |  |  |  |  |  |  |
| |                                                        |  |  |  |  |  |  |  |  |  |  |  |  |  |  |  |
| | 11. Karoline Ernestine xứ Erbach-Schönberg             |  |  |  |  |  |  |  |  |  |  |  |  |  |  |  |
| |                                                        |  |  |  |  |  |  |  |  |  |  |  |  |  |  |  |
| |                                                        |  |  |  |  |  |  |  |  |  |  |  |  |  |  |  |
| | 23. Ferdinande Henriette xứ Stolberg-Gedern            |  |  |  |  |  |  |  |  |  |  |  |  |  |  |  |
| |                                                        |  |  |  |  |  |  |  |  |  |  |  |  |  |  |  |
| |                                                        |  |  |  |  |  |  |  |  |  |  |  |  |  |  |  |
| | 1. Albrecht xứ Sachsen-Coburg và Gotha                 |  |  |  |  |  |  |  |  |  |  |  |  |  |  |  |
| |                                                        |  |  |  |  |  |  |  |  |  |  |  |  |  |  |  |
| |                                                        |  |  |  |  |  |  |  |  |  |  |  |  |  |  |  |
| | 24. Friedrich III xứ Sachsen-Gotha-Altenburg           |  |  |  |  |  |  |  |  |  |  |  |  |  |  |  |
| |                                                        |  |  |  |  |  |  |  |  |  |  |  |  |  |  |  |
| |                                                        |  |  |  |  |  |  |  |  |  |  |  |  |  |  |  |
| | 12. Ernst II xứ Sachsen-Gotha-Altenburg                |  |  |  |  |  |  |  |  |  |  |  |  |  |  |  |
| |                                                        |  |  |  |  |  |  |  |  |  |  |  |  |  |  |  |
| |                                                        |  |  |  |  |  |  |  |  |  |  |  |  |  |  |  |
| | 25. Luise Dorothea xứ Sachsen-Meiningen                |  |  |  |  |  |  |  |  |  |  |  |  |  |  |  |
| |                                                        |  |  |  |  |  |  |  |  |  |  |  |  |  |  |  |
| |                                                        |  |  |  |  |  |  |  |  |  |  |  |  |  |  |  |
| | 6. August I xứ Sachsen-Gotha-Altenburg                 |  |  |  |  |  |  |  |  |  |  |  |  |  |  |  |
| |                                                        |  |  |  |  |  |  |  |  |  |  |  |  |  |  |  |
| |                                                        |  |  |  |  |  |  |  |  |  |  |  |  |  |  |  |
| | 26. Anton Ulrich I xứ Sachsen-Meiningen                |  |  |  |  |  |  |  |  |  |  |  |  |  |  |  |
| |                                                        |  |  |  |  |  |  |  |  |  |  |  |  |  |  |  |
| |                                                        |  |  |  |  |  |  |  |  |  |  |  |  |  |  |  |
| | 13. Charlotte xứ Sachsen-Meiningen                     |  |  |  |  |  |  |  |  |  |  |  |  |  |  |  |
| |                                                        |  |  |  |  |  |  |  |  |  |  |  |  |  |  |  |
| |                                                        |  |  |  |  |  |  |  |  |  |  |  |  |  |  |  |
| | 27. Charlotte Amalie xứ Hessen-Philippsthal            |  |  |  |  |  |  |  |  |  |  |  |  |  |  |  |
| |                                                        |  |  |  |  |  |  |  |  |  |  |  |  |  |  |  |
| |                                                        |  |  |  |  |  |  |  |  |  |  |  |  |  |  |  |
| | 3. Luise Pauline xứ Sachsen-Gotha-Altenburg            |  |  |  |  |  |  |  |  |  |  |  |  |  |  |  |
| |                                                        |  |  |  |  |  |  |  |  |  |  |  |  |  |  |  |
| |                                                        |  |  |  |  |  |  |  |  |  |  |  |  |  |  |  |
| | 28. Ludwig xứ Mecklenburg-Schwerin                     |  |  |  |  |  |  |  |  |  |  |  |  |  |  |  |
| |                                                        |  |  |  |  |  |  |  |  |  |  |  |  |  |  |  |
| |                                                        |  |  |  |  |  |  |  |  |  |  |  |  |  |  |  |
| | 14. Friedrich Franz I xứ Mecklenburg-Schwerin          |  |  |  |  |  |  |  |  |  |  |  |  |  |  |  |
| |                                                        |  |  |  |  |  |  |  |  |  |  |  |  |  |  |  |
| |                                                        |  |  |  |  |  |  |  |  |  |  |  |  |  |  |  |
| | 29. Charlotte Sophie xứ Sachsen-Coburg-Saalfeld        |  |  |  |  |  |  |  |  |  |  |  |  |  |  |  |
| |                                                        |  |  |  |  |  |  |  |  |  |  |  |  |  |  |  |
| |                                                        |  |  |  |  |  |  |  |  |  |  |  |  |  |  |  |
| | 7. Luise Charlotte xứ Mecklenburg-Schwerin             |  |  |  |  |  |  |  |  |  |  |  |  |  |  |  |
| |                                                        |  |  |  |  |  |  |  |  |  |  |  |  |  |  |  |
| |                                                        |  |  |  |  |  |  |  |  |  |  |  |  |  |  |  |
| | 30. John August xứ Sachsen-Gotha-Altenburg             |  |  |  |  |  |  |  |  |  |  |  |  |  |  |  |
| |                                                        |  |  |  |  |  |  |  |  |  |  |  |  |  |  |  |
| |                                                        |  |  |  |  |  |  |  |  |  |  |  |  |  |  |  |
| | 15. Luise xứ Sachsen-Gotha-Altenburg                   |  |  |  |  |  |  |  |  |  |  |  |  |  |  |  |
| |                                                        |  |  |  |  |  |  |  |  |  |  |  |  |  |  |  |
| |                                                        |  |  |  |  |  |  |  |  |  |  |  |  |  |  |  |
| | 31. Luise Reuß xứ Schleiz                              |  |  |  |  |  |  |  |  |  |  |  |  |  |  |  |
| |                                                        |  |  |  |  |  |  |  |  |  |  |  |  |  |  |  |
| |                                                        |  |  |  |  |  |  |  |  |  |  |  |  |  |  |  |